# Thymus carnosus
Thymus carnosus, auch Portugiesischer Thymian genannt, ist eine Pflanzenart aus der Gattung der Thymiane (Thymus) in der Familie der Lippenblütler (Lamiaceae).

## Beschreibung

### Vegetative Merkmale
Thymus carnosus ist ein kleiner, polsterbildender Zwergstrauch mit Wuchshöhen von 20 bis 40 Zentimetern. Die verholzten Sprossachsen sind aufrecht bis aufsteigend.
An den Sprossachsen befinden sich in den Achseln Büschel aus Laubblättern, die in Blattstiel und Blattspreite gegliedert sind. Die einfache, fleischige Blattspreite ist bei einer Länge von 5 bis 7 Millimetern sowie einer Breite von 1 bis 2 Millimetern eiförmig-lanzettlich. Die Blattoberseite ist kahl und die -unterseite ist filzig behaart. Der Blattrand ist zurückgerollt und an der Spreitenbasis bewimpert.

### Generative Merkmale
Die Blütenstände sind bei Durchmessern von 1 bis 3 Zentimetern kopfig. Die Tragblätter sind eiförmig und grünlich.
Die meist zwittrigen Blüten sind zygomorph und fünfzählig mit doppelter Blütenhülle. Die fünf Kelchblätter sind glockenförmig verwachsen, die 3 bis 4 Millimeter lange Kelchröhre ist deutlich zweilippig, die oberen Kelchzähne sind so lang wie breit und nicht bewimpert. Die fünf weißlichen Kronblätter sind verwachsen.
Die Chromosomenzahl beträgt 2n = 56.

## Vorkommen und Gefährdung
Thymus carnosus kommt auf der Iberischen Halbinsel nur vom südwestlichen bis ins südlichen Portugal und im südwestlichen Spanien vor. Sie gedeiht an der Atlantikküste und ihr Areal ist fragmentiert. In Portugal kommt sie von südlich Lissabon bis Vila Real de Santo António in den Regionen Extremadura, Baixo Alentejo sowie Algarve vor. In Spanien kommt sie nur an fünf Fundorten an der Küste der Provinz Huelva vom Fluss Odiel bis Guadiana vor.
In der Roten Liste der gefährdeten Arten der IUCN wurde Thymus carnosus 2011 als NT = Near Threatened = potenziell gefährdet bewertet. Die Bestände gehen hauptsächlich durch menschlichen Einfluss zurück.

## Taxonomie
Die Erstbeschreibung von Thymus carnosus erfolgte 1838 durch Pierre Edmond Boissier In: Elenchus Plantarum Novarum minusque cognitarum quas in itinere hispanico legit., Seite 94.